# Alte Bibliothek (Berlin)

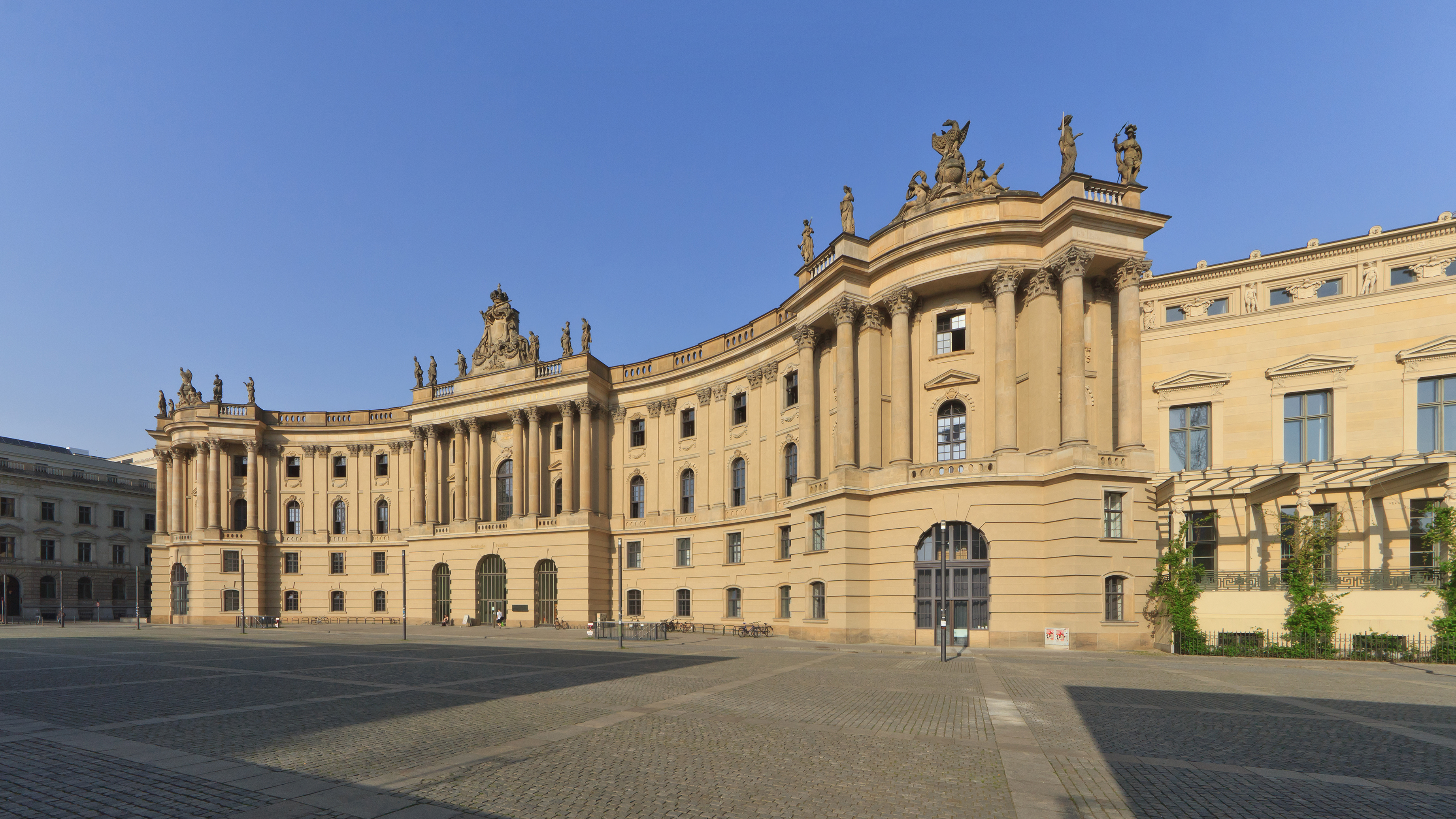
Alte Bibliothek

Die Alte Bibliothek (ehemals: Königliche Bibliothek, umgangssprachlich: Kommode) ist ein Baudenkmal am Bebelplatz 2 im Berliner Ortsteil Mitte und Teil des Forum Fridericianum. Errichtet 1775 bis 1780 im Auftrag von Friedrich dem Großen nach Plänen von Georg Christian Unger im Stil des Barock, wandelte sie sich 1910 zum Universitätsgebäude. Im Zweiten Weltkrieg ausgebrannt, wurde die Alte Bibliothek 1963 bis 1969 wiederaufgebaut. Seitdem beheimatet sie die Juristische Fakultät der Humboldt-Universität zu Berlin.

## Geschichte

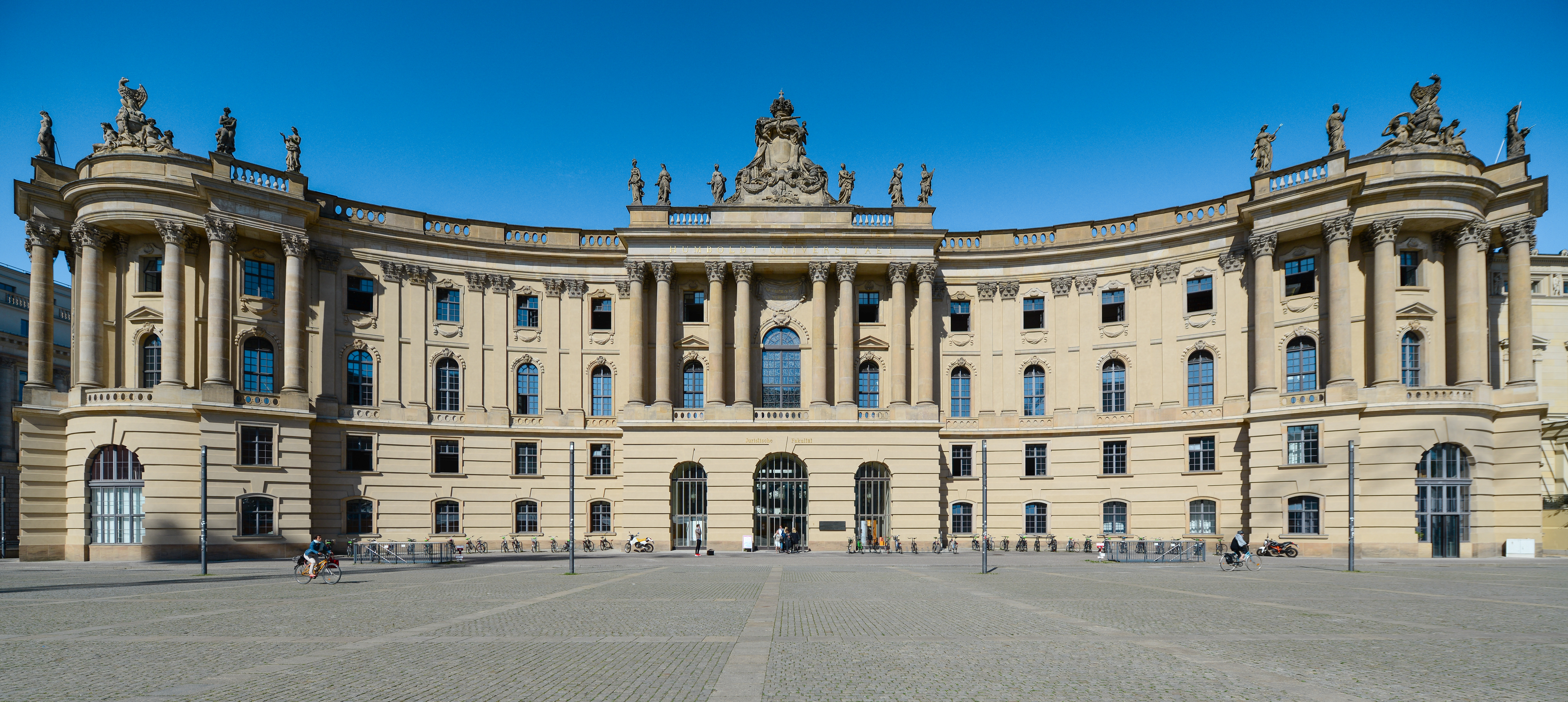
Alte Bibliothek von Unger in Berlin

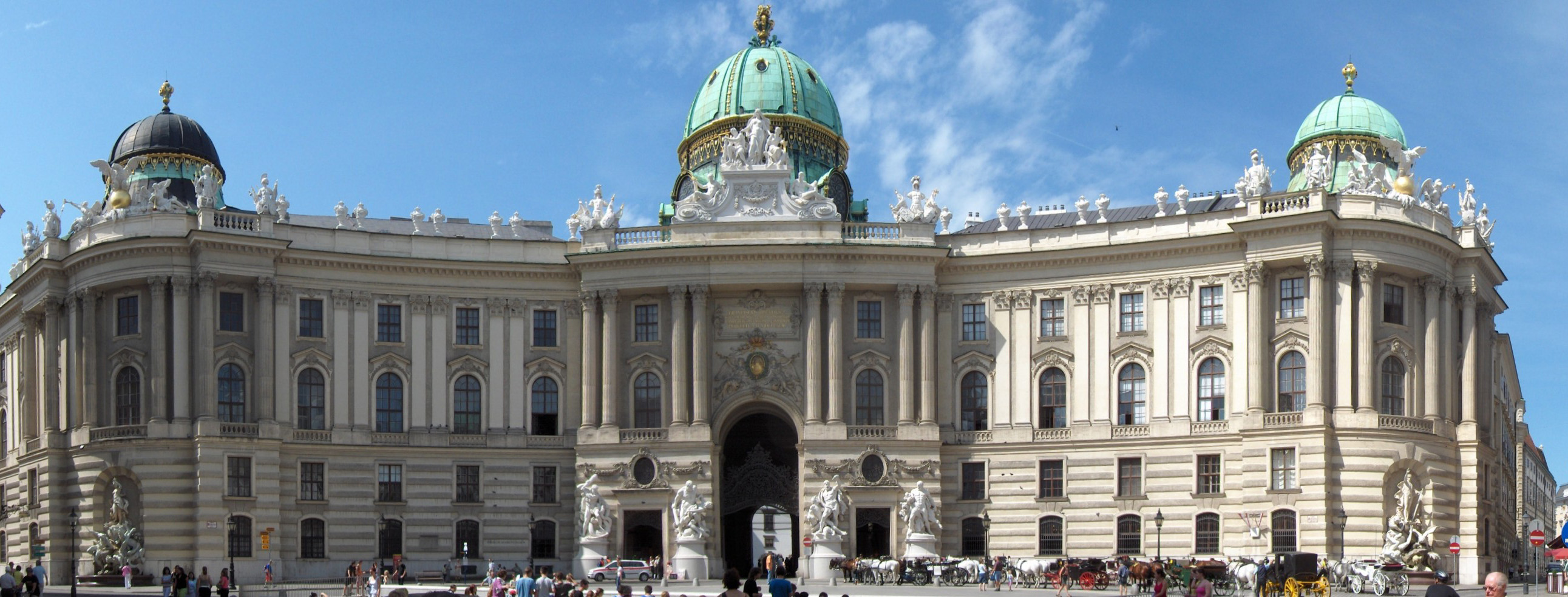
Michaelertrakt von Fischer von Erlach in Wien

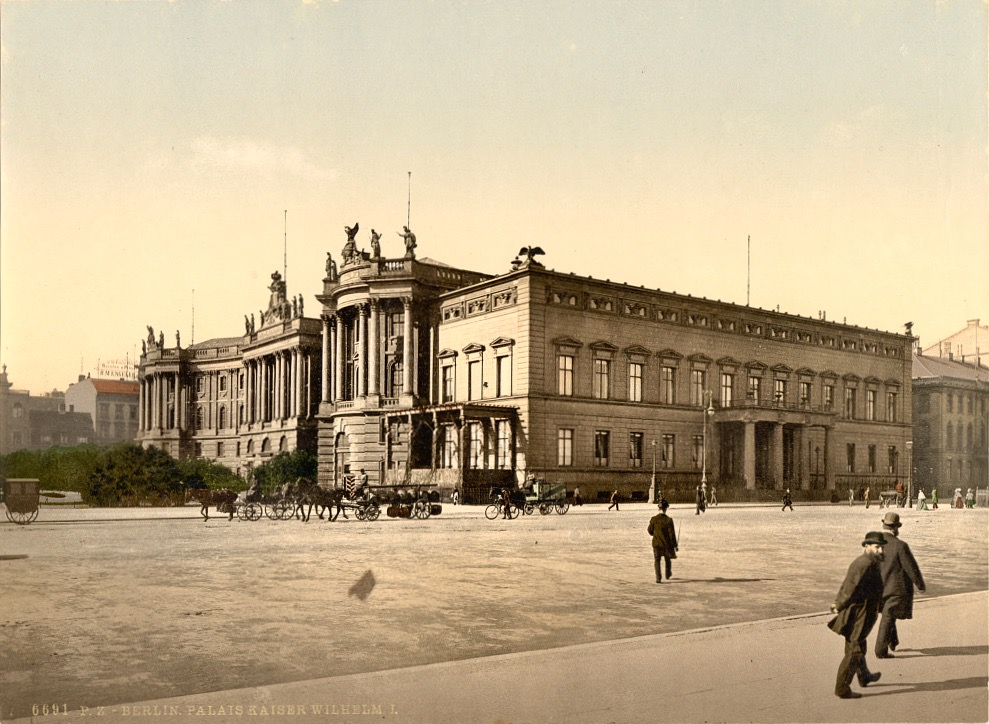
Königliche Bibliothek (links) und Kaiser-Wilhelm-Palais (rechts), um 1900

Friedrich der Große, König von Preußen, erteilte den Auftrag für den Bau als Teil seines Forum Fridericianum. Der König wollte die Literatur der Königlichen Bibliothek, die zuvor nur dem Adel, Ministern, Wissenschaftlern und höheren Staatsbeamten vorbehalten war, dem Bürgertum zugänglich machen. So steht nach seinem Willen über dem Portal der lateinische Spruch: „nutrimentum spiritus“ (deutsch: ‚der geistigen Nahrung‘), wobei die Qualität der Übersetzung wiederholt kritisiert wurde. Von den Berlinern soll das wie folgt frei übersetzt worden sein: „Spiritus is ooch ’n Nahrungsmittel“.
Als Grundlage für das erste selbstständige Bibliotheksgebäude Berlins dienten frühere Pläne von Joseph Emanuel Fischer von Erlach für den Michaelertrakt der Wiener Hofburg, da Friedrich der Große seinen Baumeister Georg Christian Unger angewiesen hatte, die damals bereits 50 Jahre alten, aber nicht realisierten Entwürfe des österreichischen Baumeisters zu verwenden, die als Kupferstiche publiziert waren. So entstand in den Jahren 1775 bis 1780 ein Gebäude, das sich in seiner Formensprache von allen anderen Bauten Friedrichs II. am Platz, dem Königlichen Opernhaus, dem Palais des Prinzen Heinrich und der Hedwigskirche, deutlich unterschied. In Wien wurde der Plan – weil man das alte Burgtheater am Michaelerplatz nicht abreißen wollte – allerdings erst zwischen 1889 und 1893 in etwas veränderter Form realisiert. Somit entstand als Kuriosität der Geschichte die Berliner Kopie mehr als hundert Jahre früher als das Wiener Original.
Die Anpassung an die baulichen Verhältnisse des Forum Fridericianum war jedoch schwierig. Der Wiener Entwurf war für eine völlig andere städtebauliche Umgebung gezeichnet worden, der Bau wirkte in der Berliner Situation als Fremdkörper. Mit seiner geschwungenen Fassade – die Berliner sprachen scherzhaft von der „Kommode“ – ließ er sich schließlich doch nicht auf dem neuerworbenen Grundstück unterbringen. Deswegen musste die Fluchtlinie um einige Meter vorverlegt, der freie Platz also etwas kleiner werden; gleichzeitig fiel die Krümmung der Fassade nach innen deutlich flacher aus als bei dem österreichischen Vorbild.
Einen dringenden Bedarf für die neue Bibliothek gab es nicht. Die königliche Büchersammlung war im Apothekenflügel des Berliner Schlosses untergebracht, wuchs nur langsam und fand dort leidlich Platz. Der zunächst für seinen Zweck viel zu große Neubau der Bibliothek kann also auch als Demonstration landesväterlicher Vorsorge gesehen werden, als durchaus zeitgemäßer Schritt zur Pflege bürgerlicher Kultur und Bildung. Im Jahr 1784 konnten die 150.000 Bände der Königlichen Bibliothek zu Berlin, 1661 von Kurfürst Friedrich Wilhelm von Brandenburg 1661 als Churfürstliche Bibliothek zu Cölln an der Spree gegründet, in den Neubau verlagert werden. Der jährliche Ankaufsetat wurde auf 8000 Reichstaler kräftig erhöht, mit zusätzlichen Mitteln sollten die Bestände ganzer Bibliotheken übernommen werden. Die Königliche Bibliothek sammelte die wichtigsten Werke der Aufklärung, so zum Beispiel Schriften von Kant, Leibniz, Diderot, Rousseau und Voltaire. Die Einrichtung entwickelte sich Anfang des 19. Jahrhunderts zur – nach Bestand und Benutzung – größten und leistungsfähigsten Bibliothek des deutschen Sprachraums.
Im Herbst 1895 zählte auch Lenin zu den Nutzern der Bibliothek; zur Erinnerung daran hatte die DDR den entsprechenden Raum Lenin-Lesesaal genannt (siehe Bild).
Die stetig wachsende Anzahl an Büchern und Zeitschriften umfasste 1905 etwa 1,2 Millionen Bände und machte daher nach 120 Jahren einen weiteren Neubau erforderlich. So zog die Königliche Bibliothek ab 1910 in das nach Plänen von Ernst von Ihne errichtete Gebäude Unter den Linden 8 und trug ab 1918 den Namen Preußische Staatsbibliothek. Nach dem Auszug der Bibliothek 1910 umgebaut, beherbergte das Gebäude Hörsäle sowie die mit dem Monumentalgemälde Arthur Kampfs Fichtes Rede An die deutsche Nation geschmückte Aula der Friedrich-Wilhelms-Universität. Standbilder Johann Gottlieb Fichtes und Friedrich Carl von Savignys von Hugo Lederer flankierten das Portal. Im Zweiten Weltkrieg beschädigten Bomben den südlichen Eckrisalit schwer und 1945 brannte das Haus bis auf die Umfassungsmauern aus.
Unter der Leitung von Werner Kötteritzsch wurde zwischen 1963 und 1969 die Platzfassade rekonstruiert, wobei die noch vorhandenen Hoheitszeichen der Monarchie – Adler und Kronen – abgenommen und, wie auch Lederers Rektorenstandbilder, eingelagert wurden. Entsprechend der Nutzung als Universitätsgebäude wurde das Innere im Stil der 1960er Jahre modern gestaltet. Das von der Rückseite an die Vorderseite des Mittelbaus verlegte, oval geschwungene Treppenhaus stattete Achim Kühn mit einem umgearbeiteten, schmiedeeisernen Rokokogeländer aus, das aus dem um 1960 abgerissenen Bürgerhaus Brüderstraße 8 stammte. Die zu DDR-Zeiten entfernten Adler und Kronen kehrten nach der Wende wieder an ihre ursprünglichen Plätze zurück.
Seit ihrem Wiederaufbau dient die Alte Bibliothek als Sitz der Juristischen Fakultät der Humboldt-Universität. Sämtliche Werke der Bibliothek gehören seit 1990 zur Nachfolgeeinrichtung, der Staatsbibliothek zu Berlin. Zur besseren Unterscheidung wird der ältere Unger-Bau am Opernplatz Alte Bibliothek genannt; der jüngere Ihne-Bau an der Prachtstraße Unter den Linden heißt Staatsbibliothek Unter den Linden.

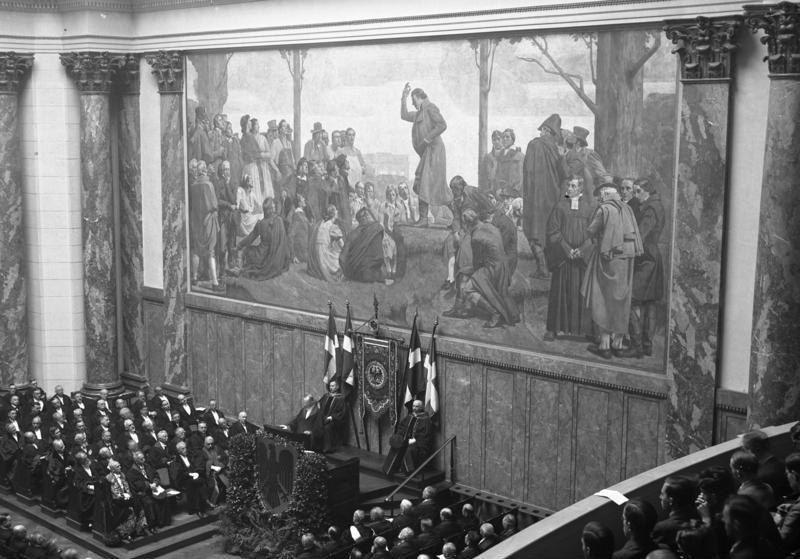
Aula der Friedrich-Wilhelms-Universität, 1933
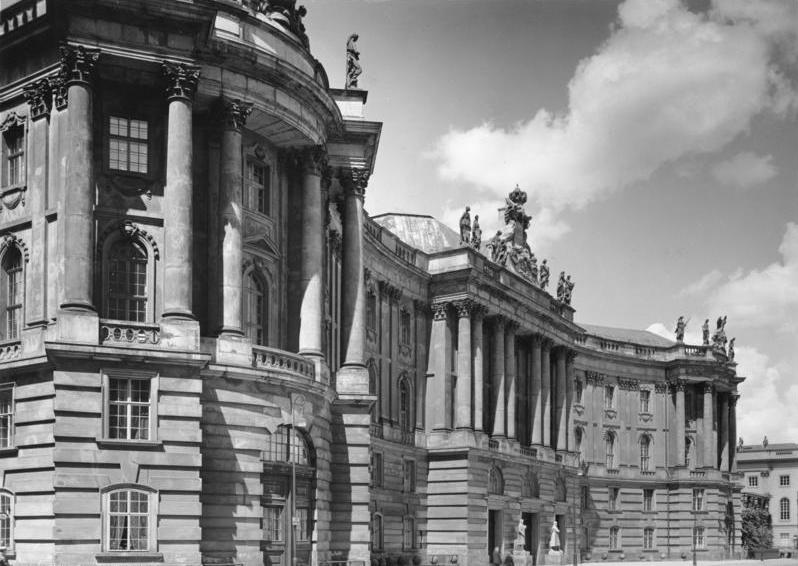
Fassade zum Opernplatz, 1939
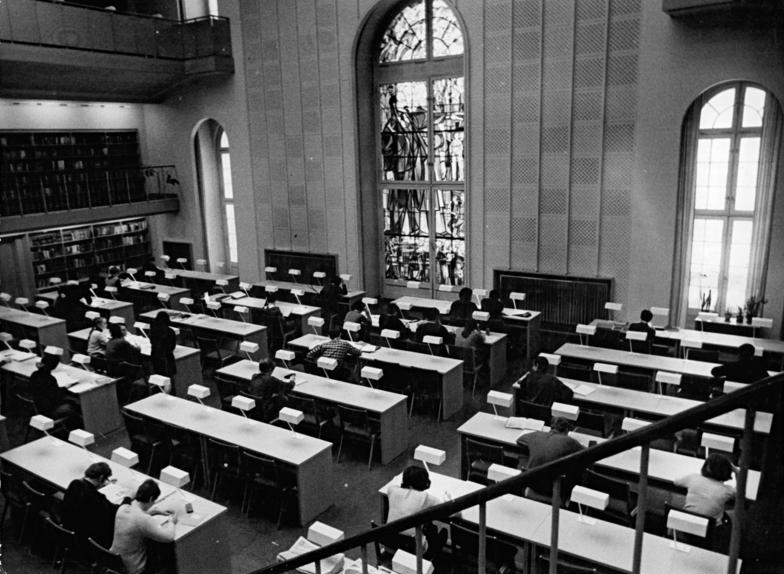
Lenin-Lesesaal der Humboldt-Universität, 1970